# Bitbucket
Bitbucket (anciennement Stash jusqu'en 2015) est un service web d'hébergement et de gestion de développement logiciel utilisant le logiciel de gestion de versions Git (et avant 2020 également le logiciel Mercurial).
Il s'agit d'un service  freemium dont la version gratuite permet déjà de créer jusqu'à un nombre illimité de dépôts privés, accessibles par cinq utilisateurs au maximum.
Il est écrit en Python avec le framework Django.

## Histoire
Créé par une startup de Jesper Nøhr en 2008, il est racheté par la société Atlassian en 2010, qui lui donne son nom actuel en 2015.
En 2014, il est utilisé par plus de 2 500 000 développeurs et parmi eux, on trouve les sociétés :
- DHL
- PayPal
- Salesforce
- Tesla Motors
- The New York Times

En 2016, le nombre d'utilisateurs atteint les 5 000 000, puis 10 000 000 en 2019.

## Fonctionnalités
- Création de dépôts publics et privés
- Pipelines pour intégration continue et livraison continue
- Système de suivi des bugs via Jira
- Wiki